# نارنجی بی
نارنجی ب (به انگلیسی: Orange B) با فرمول شیمیایی C۲۲H۱۶N۴Na۲O۹S۲ یک ترکیب شیمیایی با شناسه پاب‌کم ۵۳۶۲۵۱۱ است. که جرم مولی آن ۵۹۰٫۴۹ g/mol می‌باشد. 